# Антин
Анти́н (фр. Anthisnes, валлон. Antene) — коммуна в Валлонии, расположенная в провинции Льеж, округ Юи. Принадлежит Французскому языковому сообществу Бельгии. На площади 37,08 км² проживают 3998 человек (плотность населения — 108 чел./км²), из которых 49,40 % — мужчины и 50,60 % — женщины. Средний годовой доход на душу населения в 2003 году составлял 12 845 евро.
Почтовый код: 4160-4163. Телефонный код: 04.